# Puchar świata w tenisie stołowym
Puchar świata w tenisie stołowym to prestiżowy turniej w tenisie stołowym rozgrywany corocznie. Pierwsza edycja dla mężczyzn odbyła się w 1980 roku w Hongkongu, natomiast dla kobiet w 1996 również w Hongkongu. Listę zawodników uprawnionych do startu w tej imprezie ustala na podstawie rankingu ITTF.
W 1988 roku zwycięzcą został Andrzej Grubba, który startował dziesięciokrotnie w tym turnieju. Z Polaków oprócz niego tylko Leszek Kucharski (czterokrotnie) brał udział w Pucharze Świata.

## Zwycięzcy
| Lp  | Rok  | Miejsce                  | Mężczyźni            | Kobiety      |
| --- | ---- | ------------------------ | -------------------- | ------------ |
| 1.  | 1980 | Hongkong                 | Guo Yuehua           | -            |
| 2.  | 1981 | Kuala Lumpur             | Tibor Klampár        | -            |
| 3.  | 1982 | Hongkong                 | Guo Yuehua           | -            |
| 4.  | 1983 | Barbados                 | Mikael Appelgren     | -            |
| 5.  | 1984 | Kuala Lumpur             | Jiang Jialiang       | -            |
| 6.  | 1985 | Foshan                   | Chen Xinhua          | -            |
| 7.  | 1986 | Port-of-Spain            | Chen Longcan         | -            |
| 8.  | 1987 | Makau                    | Teng Yi              | -            |
| 9.  | 1988 | Kanton / Wuhan           | Andrzej Grubba       | -            |
| 10. | 1989 | Nairobi                  | Ma Wenge             | -            |
| 11. | 1990 | Chiba                    | Jan-Ove Waldner      | -            |
| 12. | 1991 | Kuala Lumpur             | Jörgen Persson       | -            |
| 13. | 1992 | Ho Chi Minh              | Ma Wenge             | -            |
| 14. | 1993 | Guangzhou                | Zoran Primorac       | -            |
| 15. | 1994 | Tajpej                   | Jean-Philippe Gatien | -            |
| 16. | 1995 | Nîmes                    | Kong Linghui         | -            |
| 17. | 1996 | Nîmes / Hongkong         | Liu Guoliang         | Deng Yaping  |
| 18. | 1997 | Nîmes / Szanghaj         | Zoran Primorac       | Wang Nan     |
| 19. | 1998 | Shantou / Tajpej         | Jörg Roßkopf         | Wang Nan     |
| 20. | 1999 | Xiaolan                  | Uładzimir Samsonau   | -            |
| 21. | 2000 | Yangzhou / Phnom Penh    | Ma Lin               | Li Ju        |
| 22. | 2001 | Courmayeur / Wuhu        | Uładzimir Samsonau   | Zhang Yining |
| 23. | 2002 | Jinan / Singapur         | Timo Boll            | Zhang Yining |
| 24. | 2003 | Jiangyin / Hongkong      | Ma Lin               | Wang Nan     |
| 25. | 2004 | Yangzhou / Hangzhou      | Ma Lin               | Zhang Yining |
| 26. | 2005 | Liège / Guangzhou        | Timo Boll            | Zhang Yining |
| 27. | 2006 | Paryż / Urumczi          | Ma Lin               | Guo Yan      |
| 28. | 2007 | Barcelona / Chengdu      | Wang Hao             | Wang Nan     |
| 29. | 2008 | Liège / Kuala Lumpur     | Wang Hao             | Li Xiaoxia   |
| 30. | 2009 | Moskwa / Kanton          | Uładzimir Samsonau   | Liu Shiwen   |
| 31. | 2010 | Magdeburg / Kuala Lumpur | Wang Hao             | Guo Yan      |
| 32. | 2011 | Paryż / Singapur         | Zhang Jike           | Ding Ning    |
| 33. | 2012 | Liverpool / Huangshi     | Ma Long              | Liu Shiwen   |
| 34. | 2013 | Verviers / Kobe          | Xu Xin               | Liu Shiwen   |
| 35. | 2014 | Düsseldorf / Linz        | Zhang Jike           | Ding Ning    |
| 36. | 2015 | Halmstad / Sendai        | Ma Long              | Liu Shiwen   |
| 37. | 2016 | Saarbrücken / Filadelfia | Fan Zhendong         | Miu Hirano   |